# Termidoriani
I Termidoriani sono i principali esponenti politici rivoluzionari divenuti moderati che, nel 1794, hanno aderito alla congiura contro il Comitato di salute pubblica con a capo Robespierre. Il loro nome particolare deriva dal mese del calendario rivoluzionario francese in cui si è verificato il complotto, ossia il Termidoro (che corrisponde al periodo tra luglio e agosto), e uno dei gruppi politici che governarono durante il Direttorio.

## Contesto storico

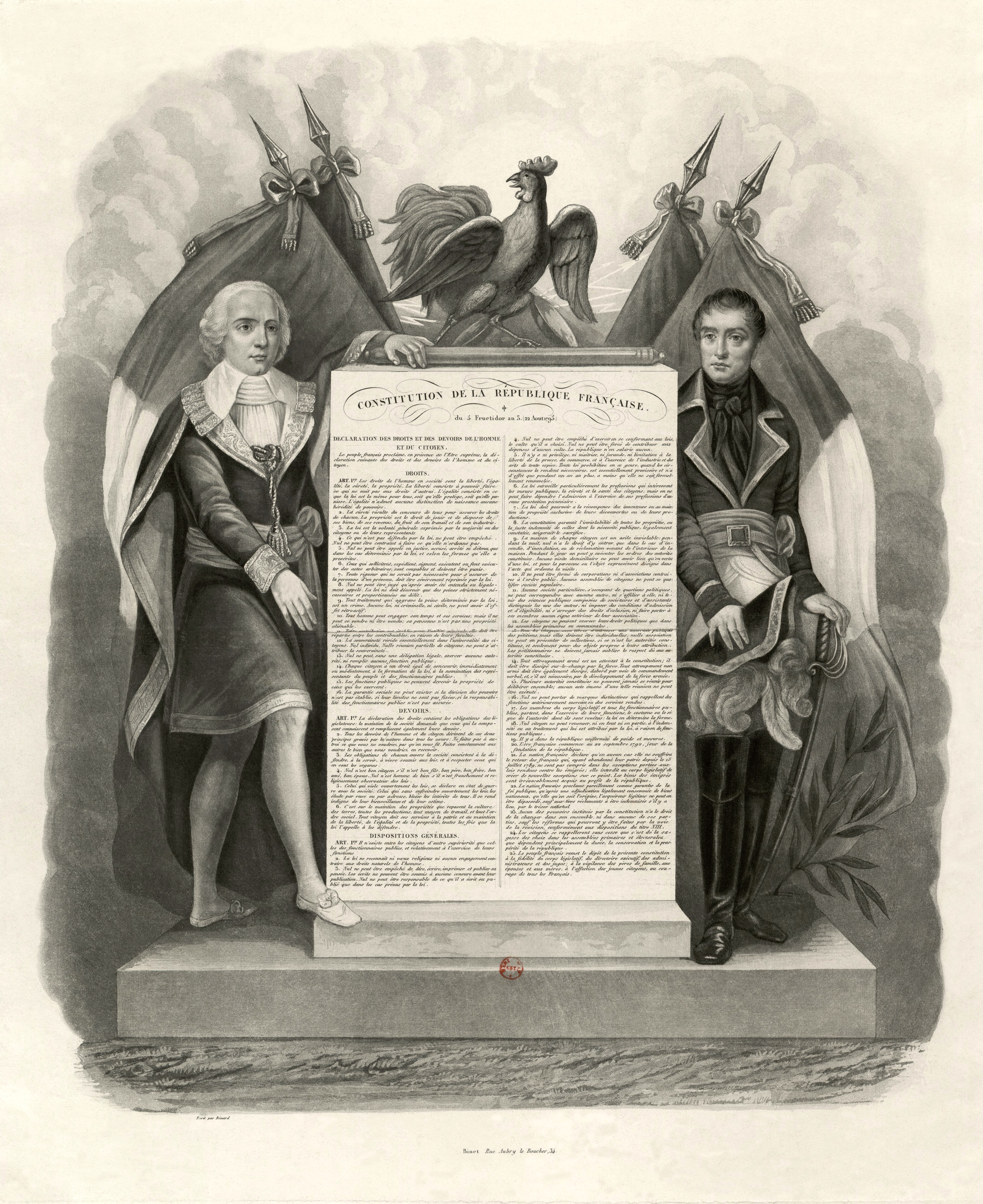
Stampa propagandistica del 1799: Barras e Bonaparte con la Costituzione dell'anno III.

Tra il popolo francese dominava la paura di essere condannati dal Tribunale rivoluzionario, organo del Terrore. Intorno al giugno 1794 Robespierre non allentava la repressione e ciascuno si aspettava di essere vittima di un arresto. Si venne così a creare un'alleanza trasversale anti-giacobina contro Robespierre, il quale aveva perso anche i rapporti con i Sanculotti. In breve tempo, si realizzò la cosiddetta Reazione (o congiura) termidoriana: Robespierre e i suoi alleati vennero arrestati e il 28 luglio ghigliottinati senza processo. 
I Termidoriani golpisti erano composti da parte dei componenti del Comitato di salute pubblica, appoggiata da alcuni dei principali e più violenti rappresentanti in missione e dalle correnti più moderate della Convenzione nazionale.
Politicamente volevano un ritorno alla legalità, alla divisione dei poteri e alla libertà economica. Alla Convenzione nazionale (l'Assemblea costituente), allora padrona del potere, non restò altro che fare una nuova Costituzione che sanciva un nuovo ordine politico di tipo moderato, liberale e conservatore, un ordine sociale borghese e un ordine economico liberistico. La Rivoluzione prese quindi una svolta borghese, moderata e conservatrice, che sarebbe poi sfociata con una nuova Costituzione nel 1795 che istituì il Direttorio, di cui i Termidoriani ebbero sempre la maggioranza.

## Famosi esponenti
- Paul Barras
- Emmanuel Joseph Sieyès
- Jean-Lambert Tallien
- Louis-Marie-Stanislas Fréron
- Teresa Cabarrus ("Madame Tallien", Notre-Dame du Thermidor)
- Joseph Fouché
- Jean-Jacques Régis de Cambacérès
- Pierre Daunou
- Louis-Marie de La Révellière-Lépeaux
- Philippe-Antoine Merlin de Douai
- Roger Ducos
- Jean-François Reubell